# Schelfstraße und Schelfmarkt

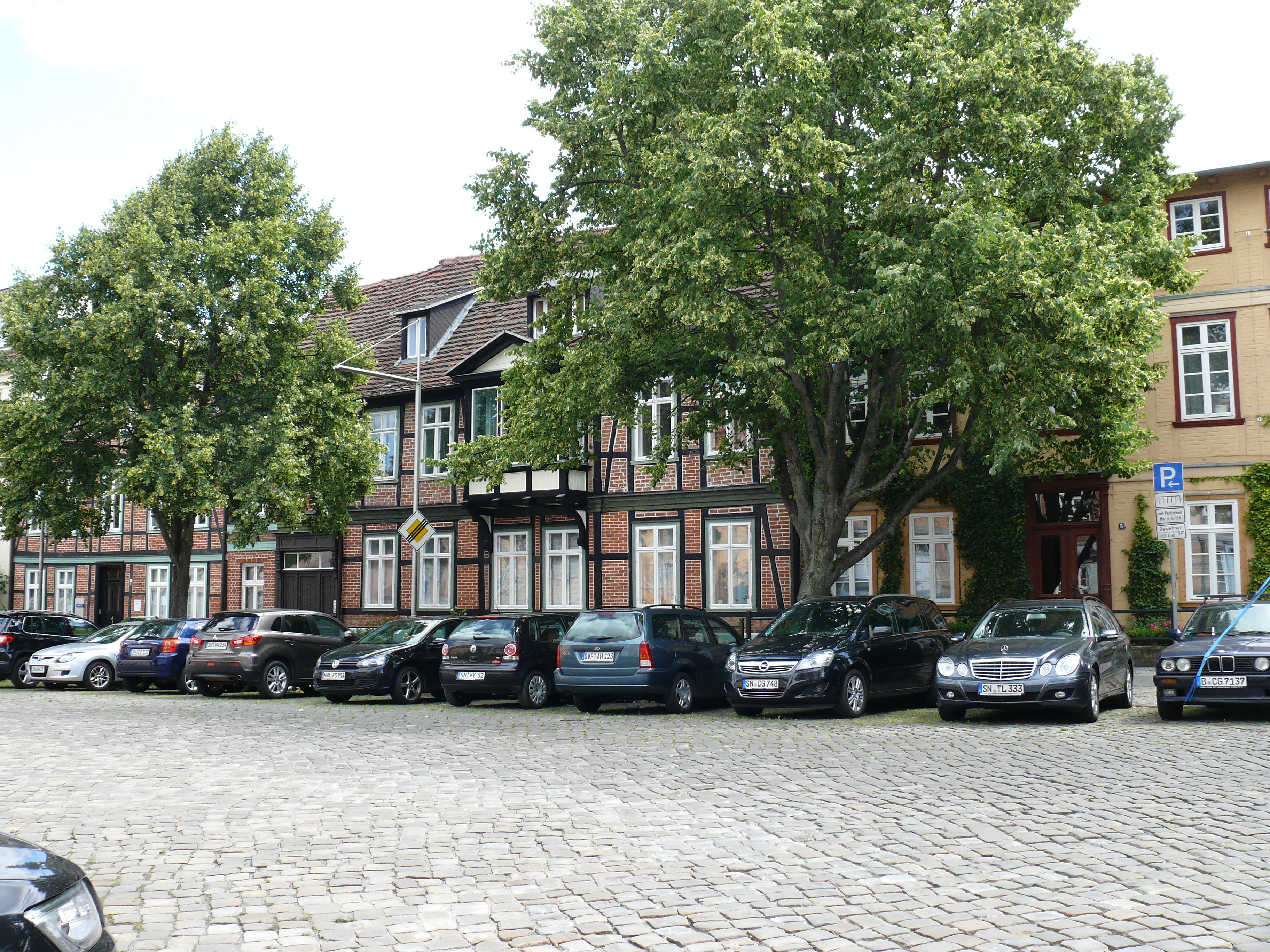
Schelfmarkt 5+6

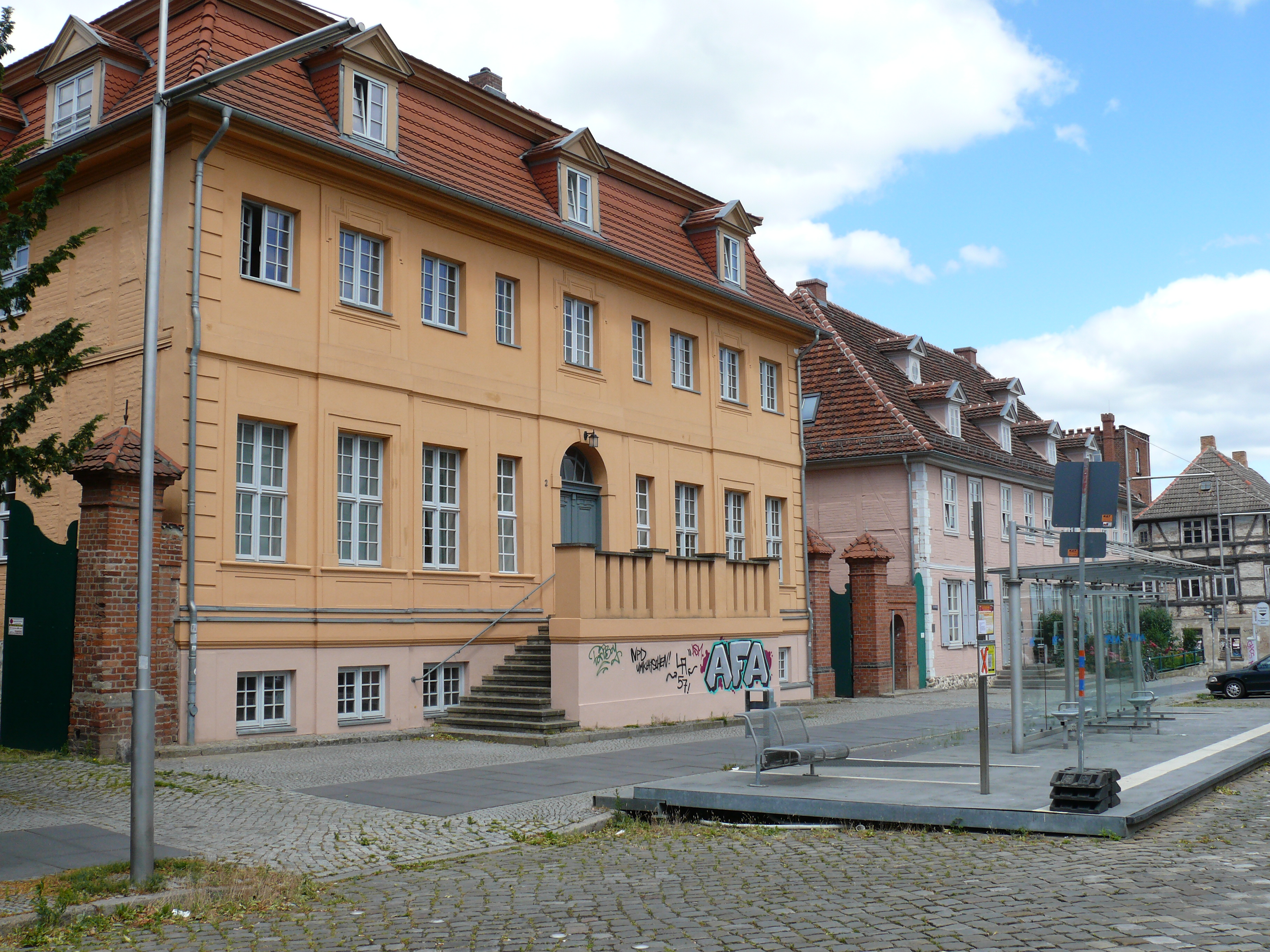
Neustädtisches Rathaus

Die Schelfstraße mit dem Schelfmarkt ist eine 500 Meter lange zum Teil platzartige Straße in Schwerin, Stadtteil Schelfstadt. Sie führt in Süd-Nord-Richtung von der Puschkinstraße / Gaußstraße / Lindenstraße im Zentrum der Schelfstadt bis zur Knaudtstraße.

## Nebenstraßen
Die Neben- und Anschlussstraßen wurden benannt als Puschkinstraße nach dem russischen Nationaldichter Alexander Sergejewitsch Puschkin (1799–1837) (früher Ritterstraße bzw. Königstraße und Filterstraße), Gaußstraße nach dem Mathematiker, Astronom, Geodät und Physiker Carl Friedrich Gauß (1777–1855) (zuvor 2. Wasserstraße), Lindenstraße nach dem Baum, Röntgenstraße nach dem Physiker Wilhelm Conrad Röntgen (1845–1923) (zuvor 3. Wasserstraße), Taubenstraße nach dem Vogel (zuvor Taube Straße, dann Dove Straße für taub im Sinne von Sackgasse), Mühlenstraße nach einer früheren Mühle, Landreiterstraße nach den früheren Landreitern als Gendarmen (evtl. auch Verwaltern im 16./19. Jahrhundert einer Landreiterei als Beritte; später Landräte und Kreise) und Knaudtstraße nach dem Schweriner Hofrat Johann Friedrich Knaudt (1792–1868).

## Geschichte

### Name
Die Straße und der Platz wurden benannt nach dem Stadtteil Schelfstadt, der als Schelfe (bzw. Neustadt) bis 1832 eine selbstständige Stadt war.
Die niederdeutsche Bedeutung für Schelfe steht für Schelp als Schilf, das sich früher in dem Gebiet mit sumpfigen Böden vom Beutel, einer Bucht des Schweriner Sees, zum Pfaffenteich erstreckte.

### Entwicklung

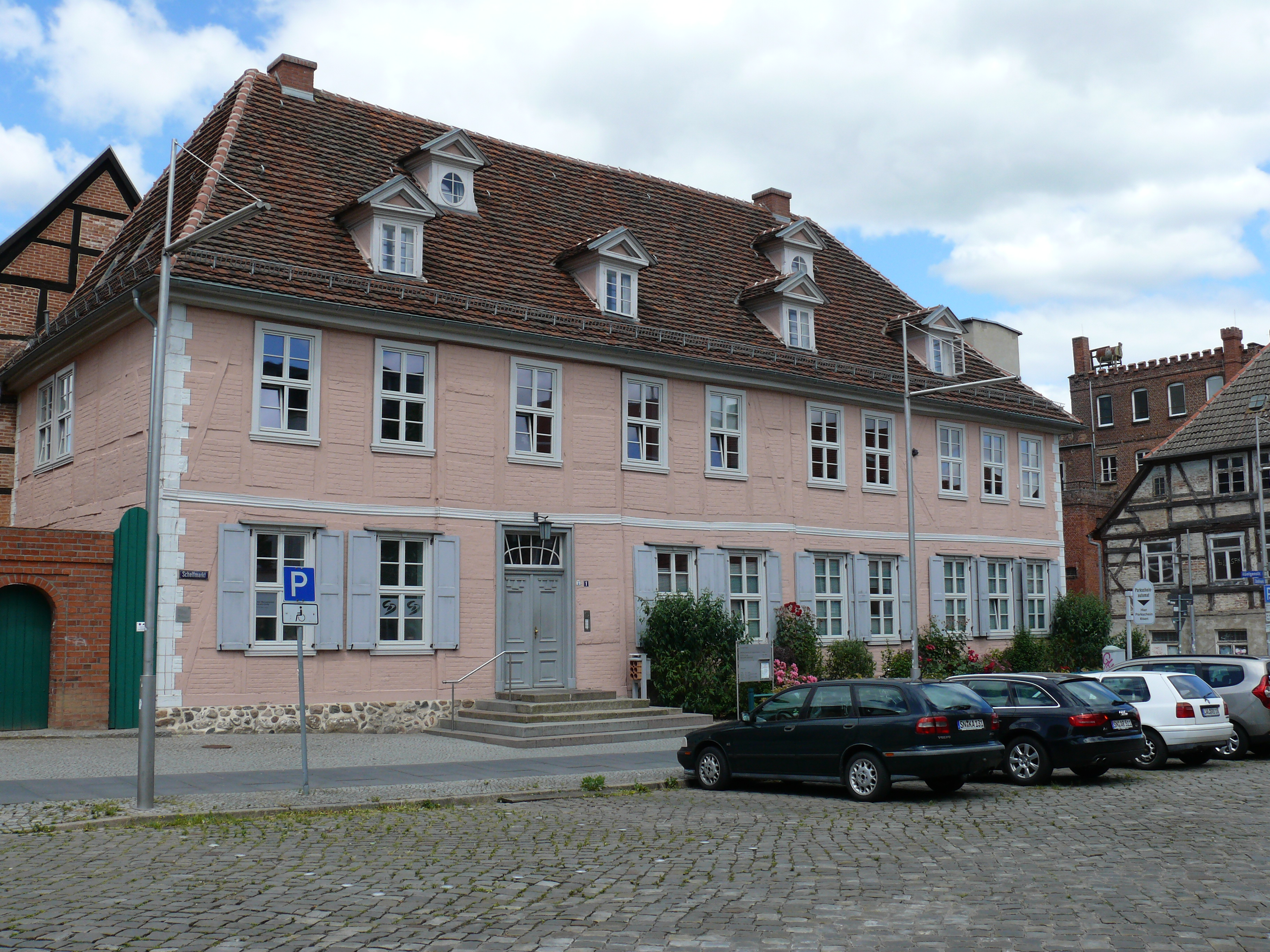
Schelfmarkt 1

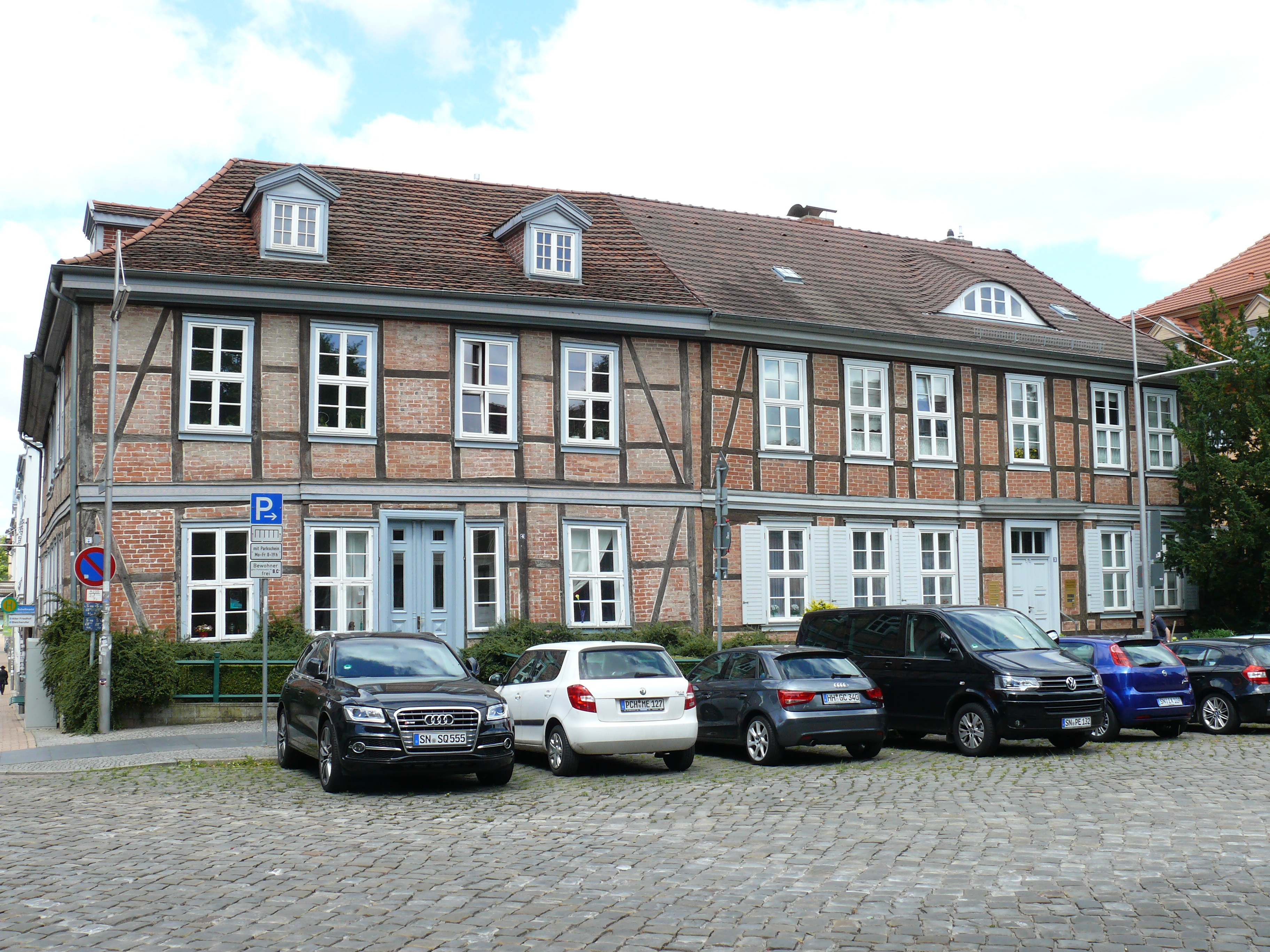
Schelfmarkt 3+4

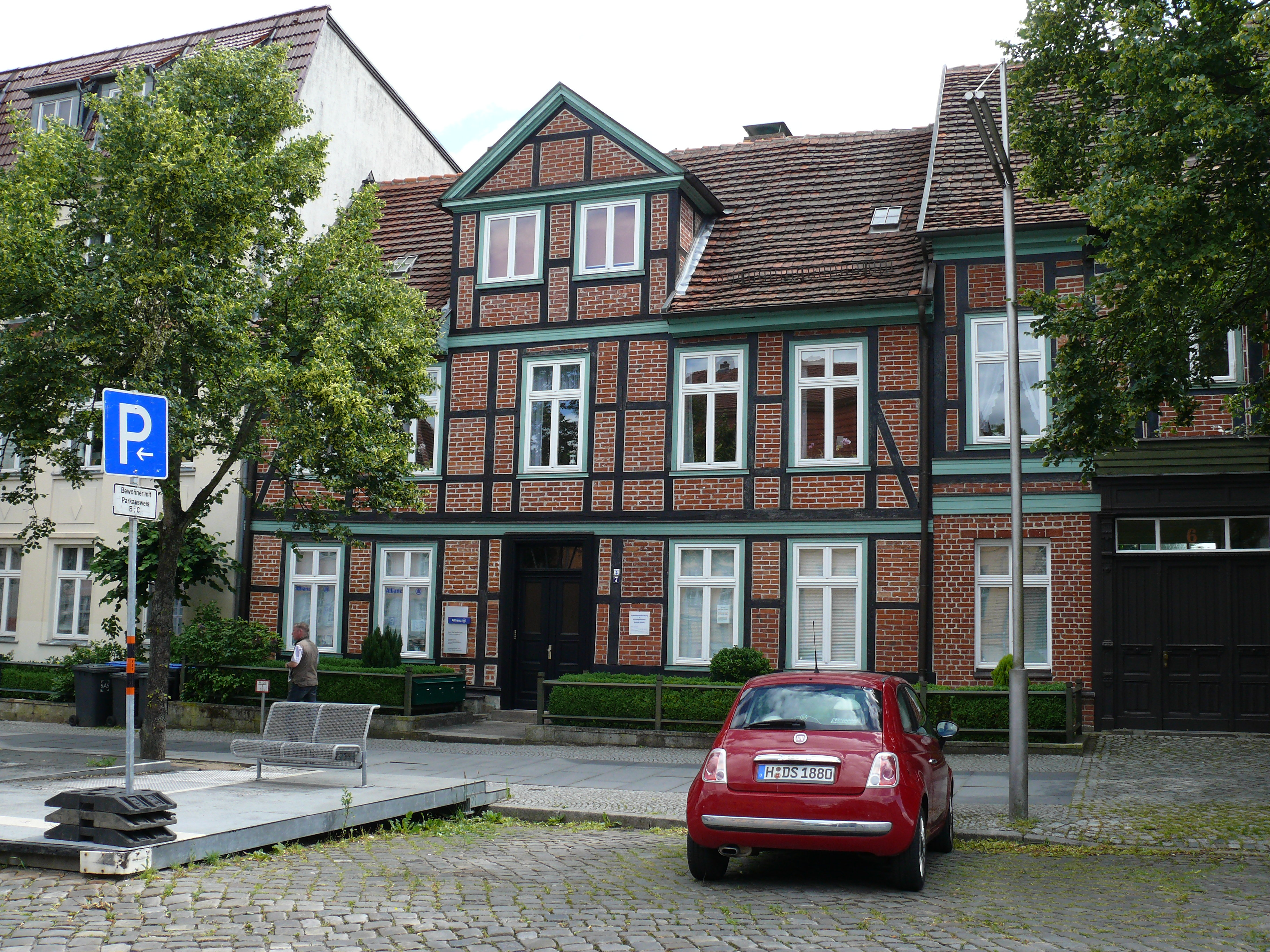
Schelfmarkt 7

Die Schelfstadt, ursprünglich die Schelfe, seit 1349 auch Neustadt, entwickelte sich seit dem 11. Jahrhundert als zunächst selbstständiger Ort. 1705 erhielt sie das Stadtrecht. An der ersten Stadtplanung war 1705 maßgeblich der Ingenieur-Capitain Jacob Reutz († 1710) beteiligt und u. a. die begradigte Wegeverbindung Richtung Schelfthor und Altstadt wurde in einer Declaration festgelegt. Ein späteres Baureglement schrieb die Traufständigkeit und die Höhe der Häuser vor.
Das Neustädtische Rathaus entstand um 1740 am Großen Markt. Die Schelfe erhielt 1769 ihre eigene Verfassung. Das Lehmannsche Wohnhaus wurde 1776 erworben und zu einem repräsentativen Rathaus umgebaut. 1763/65 wurde die Residenz der Herzöge nach Ludwigslust verlegt und die Entwicklung der Schelfstadt stagnierte. 1832 war die Vereinigung der Schweriner Altstadt mit der über 4100 Einwohner zählenden Neustadt; das Rathaus erhielt andere Funktionen.
In dem Bereich nördlich des Schelfmarktes war trotz der Planung von 1705 nur sehr wenig geschehen. 1837 verlegte Großherzog Paul Friedrich den herzoglichen Hof von Ludwigslust nach Schwerin. Hofbaudirektor Jean Legeay kritisierte 1750 die bisherige Baupraxis und wurde Kommissar für die Bebauung der Neustadt. 1757 wurde ein veränderter Stadtplan verbindlich. Die Schelfstadt erweiterte sich nun in nördlicher Richtung zu einem stark durchmischten Stadtteil mit Handwerkern, Brauereien, Kaufleuten, Arbeitern und Dienstleistern.
Im Zweiten Weltkrieg gab es nur wenige Verluste an Gebäuden. Die Bauunterhaltung der Häuser wurde aber in den 1950er bis 1990er Jahren stark vernachlässigt; Teilbereichen drohte der flächenmäßige Abriss. 1988 versuchte eine Bürgerinitiative das Schlimmste zu verhindern. Im Oktober 1989 zog die erste Montagsdemonstration in Schwerin mit 40.000 Teilnehmern über den Schelfmarkt. Mit der politischen Wende konnte die Erneuerung des Stadtteils eingeleitet werden.
Im Rahmen der Städtebauförderung wurden 1991 große Teile der Schelfstadt Sanierungsgebiet; es erfolgte die Sanierung der Straßen und Häuser.
Verkehrlich wird die Straße durch die Buslinie 11 der Nahverkehr Schwerin GmbH (NVS) erschlossen. Von 1908 bis 1969 fuhr die Straßenbahnlinie 2 von der Lehm- und Taubenstraße kommend zur Friedrichstraße und zum Marienplatz.

## Gebäude, Anlagen (Auswahl)

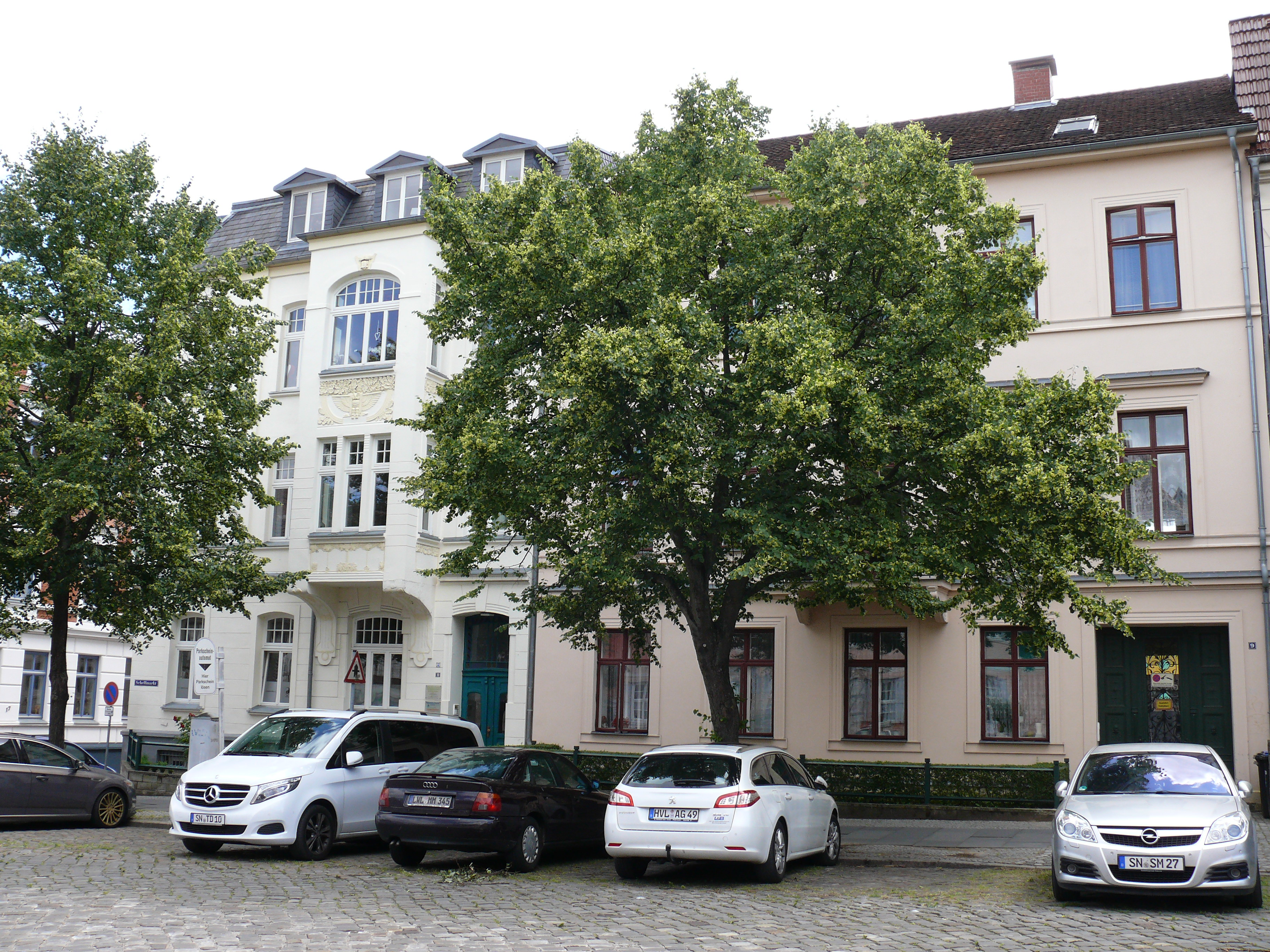
Schelfmarkt 9+10

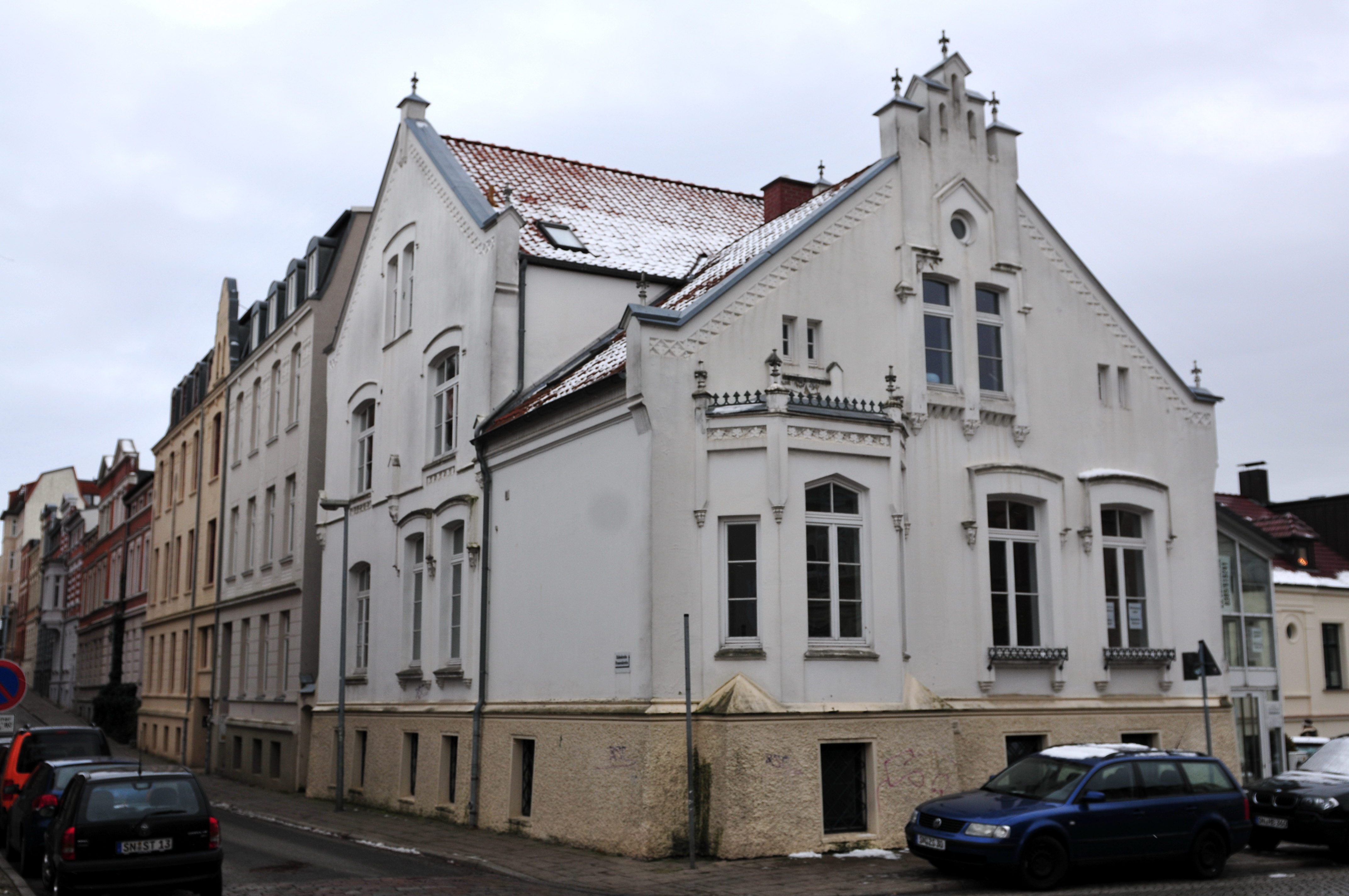
Nr. 26

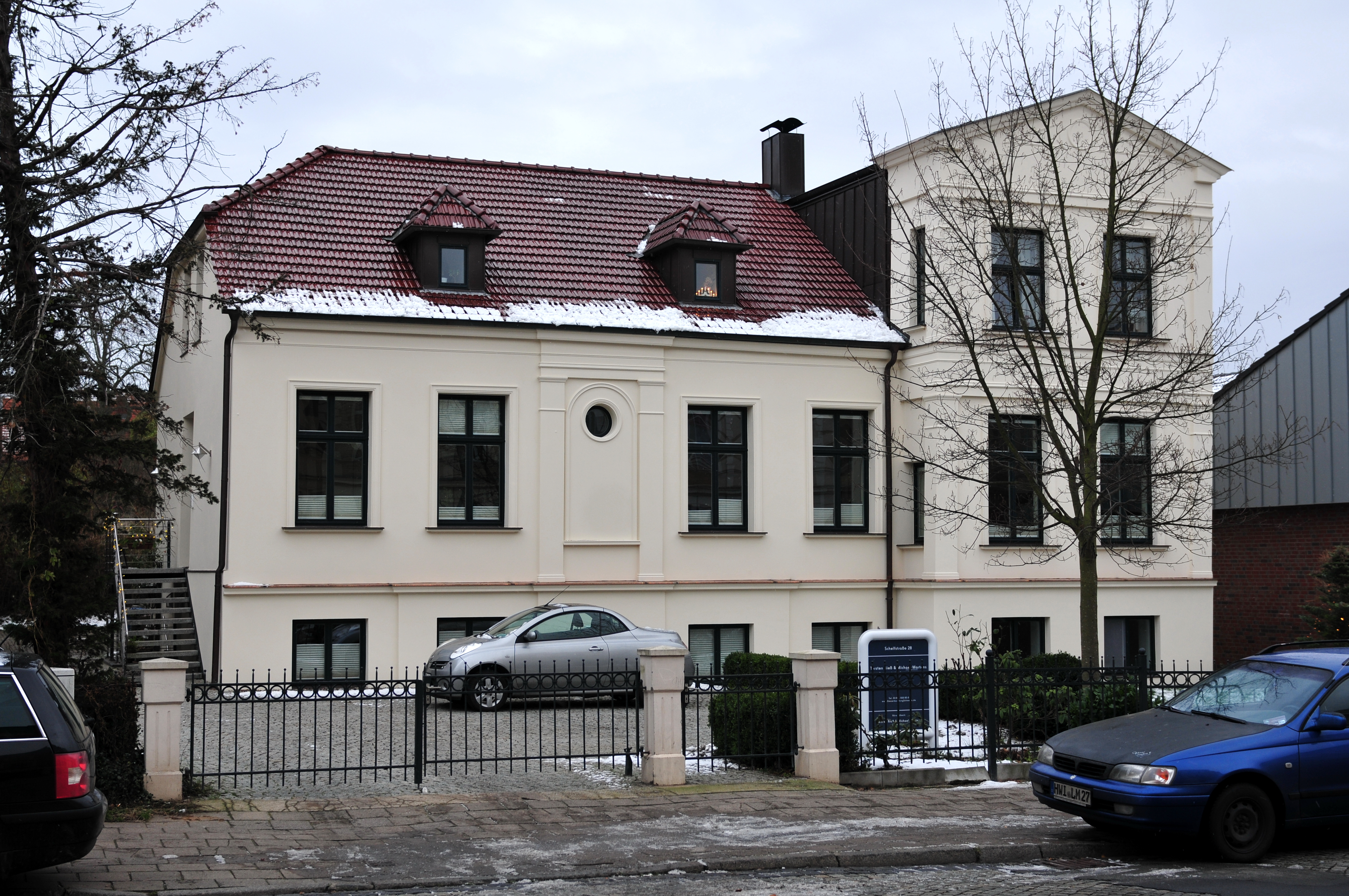
Nr. 28

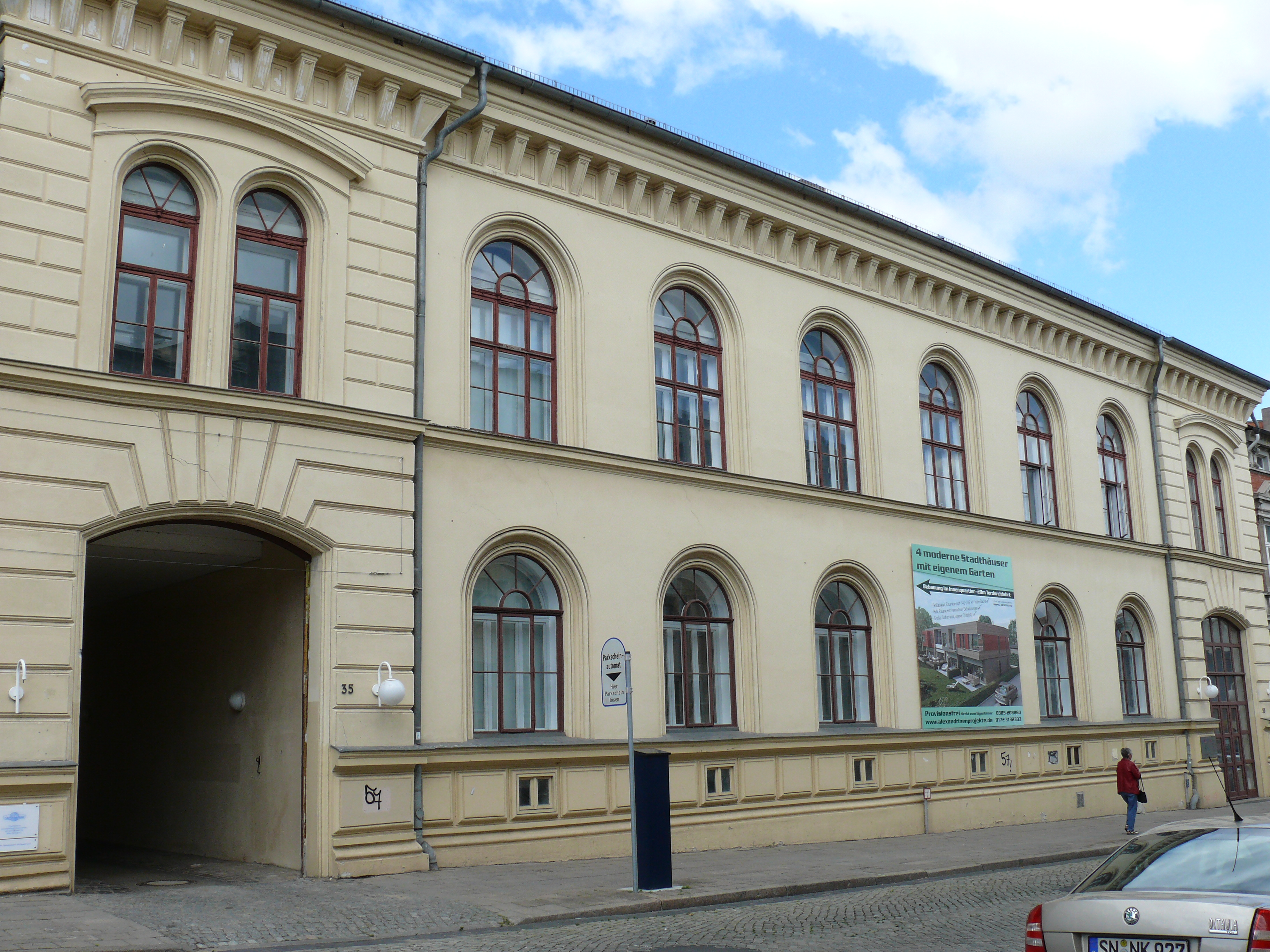
Nr. 35: ehem. Justizkanzlei Schwerin

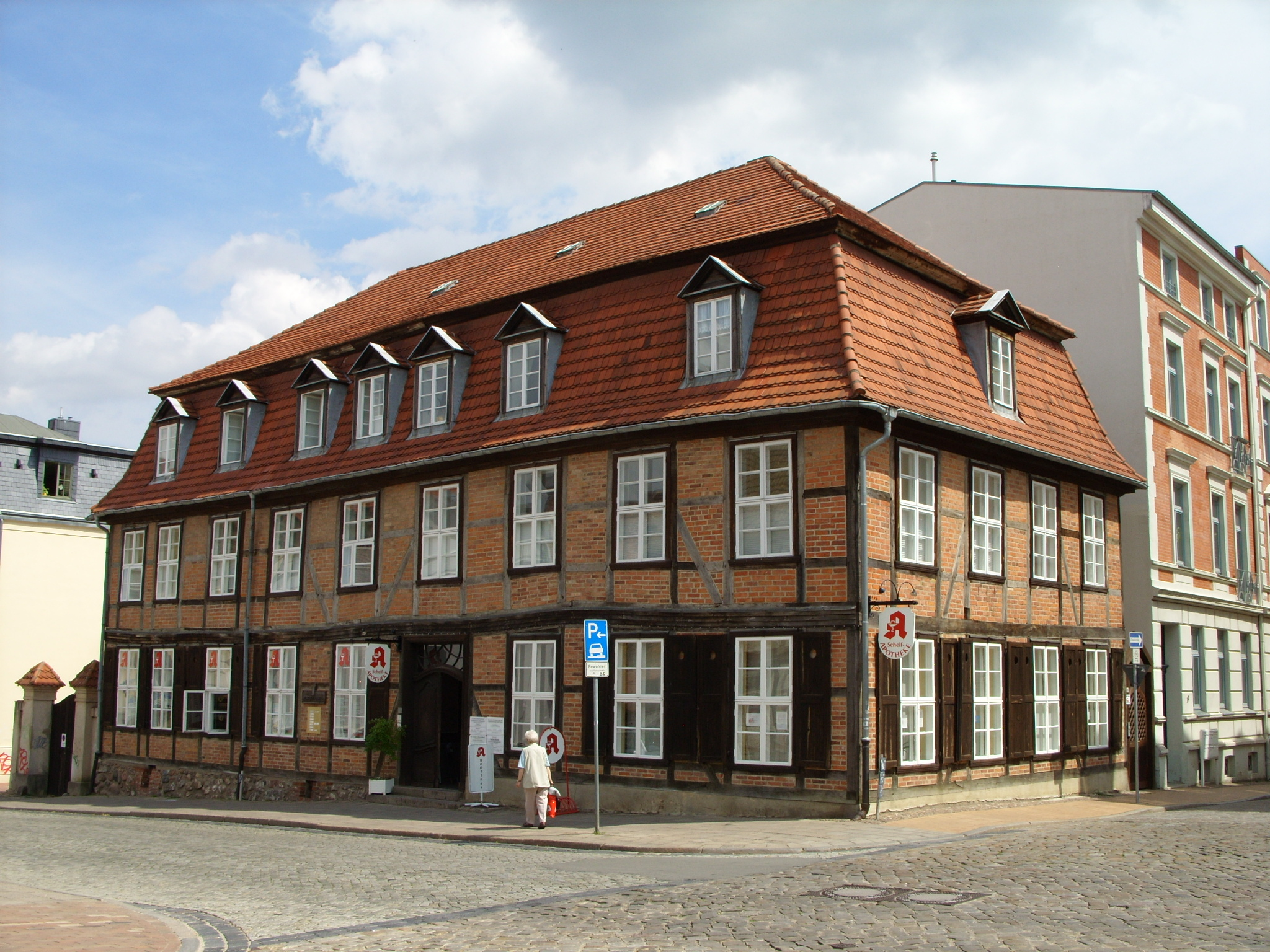
Nr. 38: Apotheke

An der Straße stehen zumeist zwei- bis dreigeschossige Gebäude. Die mit (D) gekennzeichneten Häuser stehen unter Denkmalschutz.
Schelfmarkt
- Nr. 1: 2-gesch. verputztes Wohnhaus mit Praxis und mit Flügelanbau (D)
- Nr. 2: 2-gesch. verputztes barockes ehem. Neustädtisches Rathaus von um 1740 als Lehmannsches Wohnhaus gebaut (D) mit Toranlagen, Mansarddach, Freitreppe, hohem Sockelgeschoss und hoch gelegenem Portal; von 1776 bis 1832 Rathaus mit Sitz des Stadtrichters (Bürgermeisters), um 1900 bis 1998 Stadtbauamt, Sanierung und Umbau nach Plänen von Andreas Rossmann und seit 2006 privates Wohnhaus
- Nr. 3: 2-gesch. Wohnhaus (D) mit Fachwerk
- Nr. 4: 2-gesch. Wohnhaus (D) mit Fachwerk
- Nr. 5 / Ecke Lindenstraße: 3-gesch. Wohnhaus (D) mit Fachwerk
- Nr. 6: 2-gesch. Wohnhaus (D) mit Fachwerk und Erker; hier lebte als Pensionär Generalleutnant Friedrich Wilhelm von Rauch (1827–1907)
- Nr. 7: 2-gesch. Wohnhaus (D) mit Fachwerk und Zwerchhaus
- Nr. 9: 3-gesch. verputztes Wohnhaus mit Erker und Gartenhaus (D)
- Nr. 10: 3-gesch. verputztes Wohnhaus und Gartenhaus (D)

Schelfstraße
- Nr. 1: 3-gesch. Gebäude mit der ecolea - Internationale Schule
- Nr. 2: 3-gesch. Wohnhaus im Stil der Gründerzeit mit prägendem Ecktürmchen sowie Giebelrisalit
- Nr. 4: 2-gesch. Wohnhaus mit prägendem Ecktürmchen sowie Giebelrisalit
- Nr. 16 bis 24a: 3-gesch. Wohnhäuser mit Seitenrisaliten
- Nr. 21 bis 27: 2- bis 3-gesch. Wohnhäuser
- Nr. 26: 1- und 2-gesch. verputztes Wohnhaus mit Praxis (D), mit Treppengiebel und Erker
- Nr. 28: 1- und 2-gesch. Wohnhaus mit Büros (D)
- Nr. 29: 3-gesch. Wohnhaus mit prägendem Mittelrisalit
- Nr. 30: 1-gesch. Einkaufsladen
- Nr. 31: 2-gesch. verklinkertes Wohnhaus
- Nr. 35: 2-gesch. ehem. Justizkanzlei Schwerin als Fachwerkbau aus dem 18. Jahrhundert (D); 1813 nach Plänen von Johann Georg Barca erheblich umgebaut und 1835 erneut nach Plänen von Georg Adolf Demmler; heute Verwaltungsgebäude mit Praxen
  - mit Hofgebäude als Fachwerkbau (D)

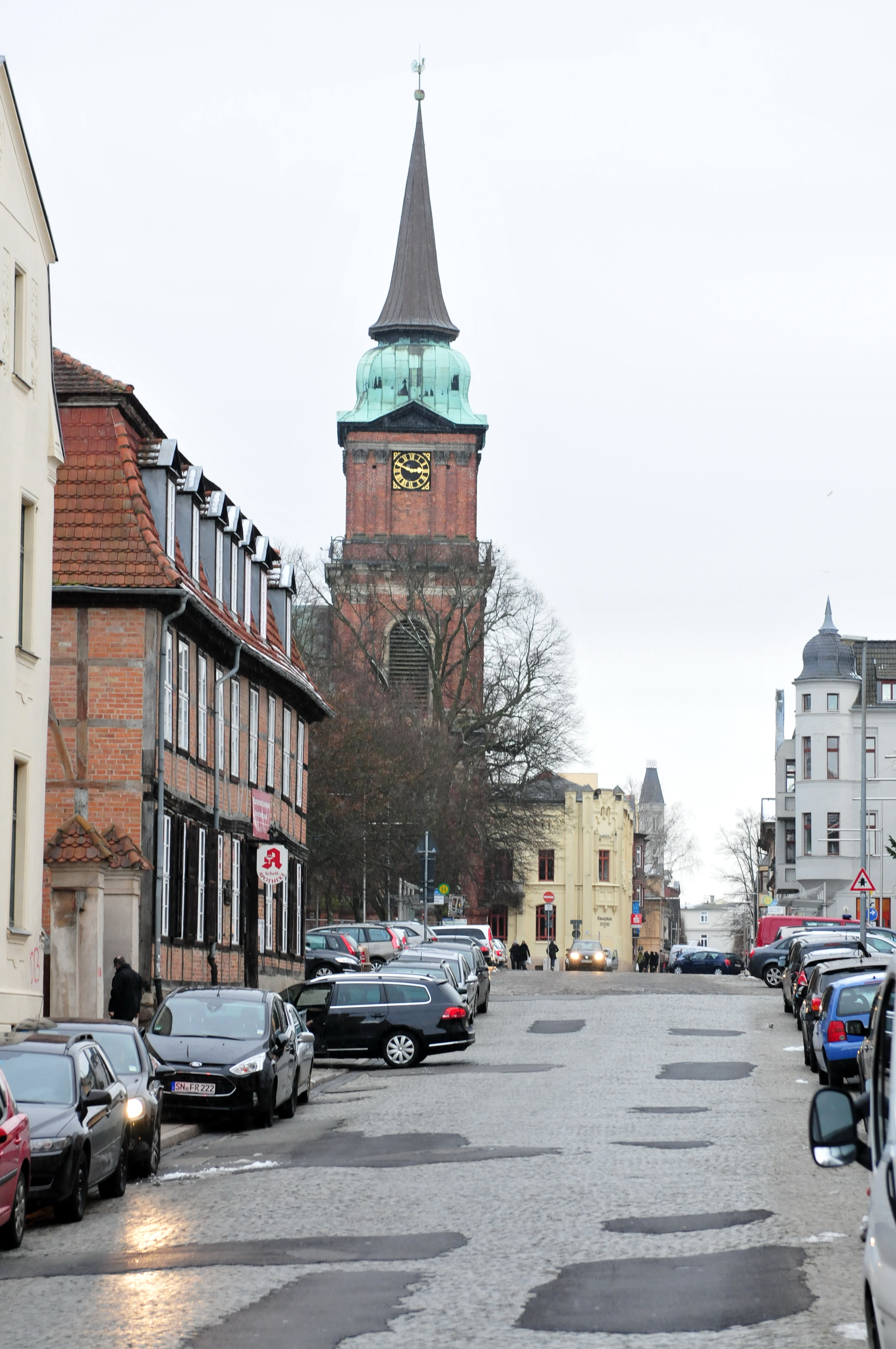
Markt und Kirche
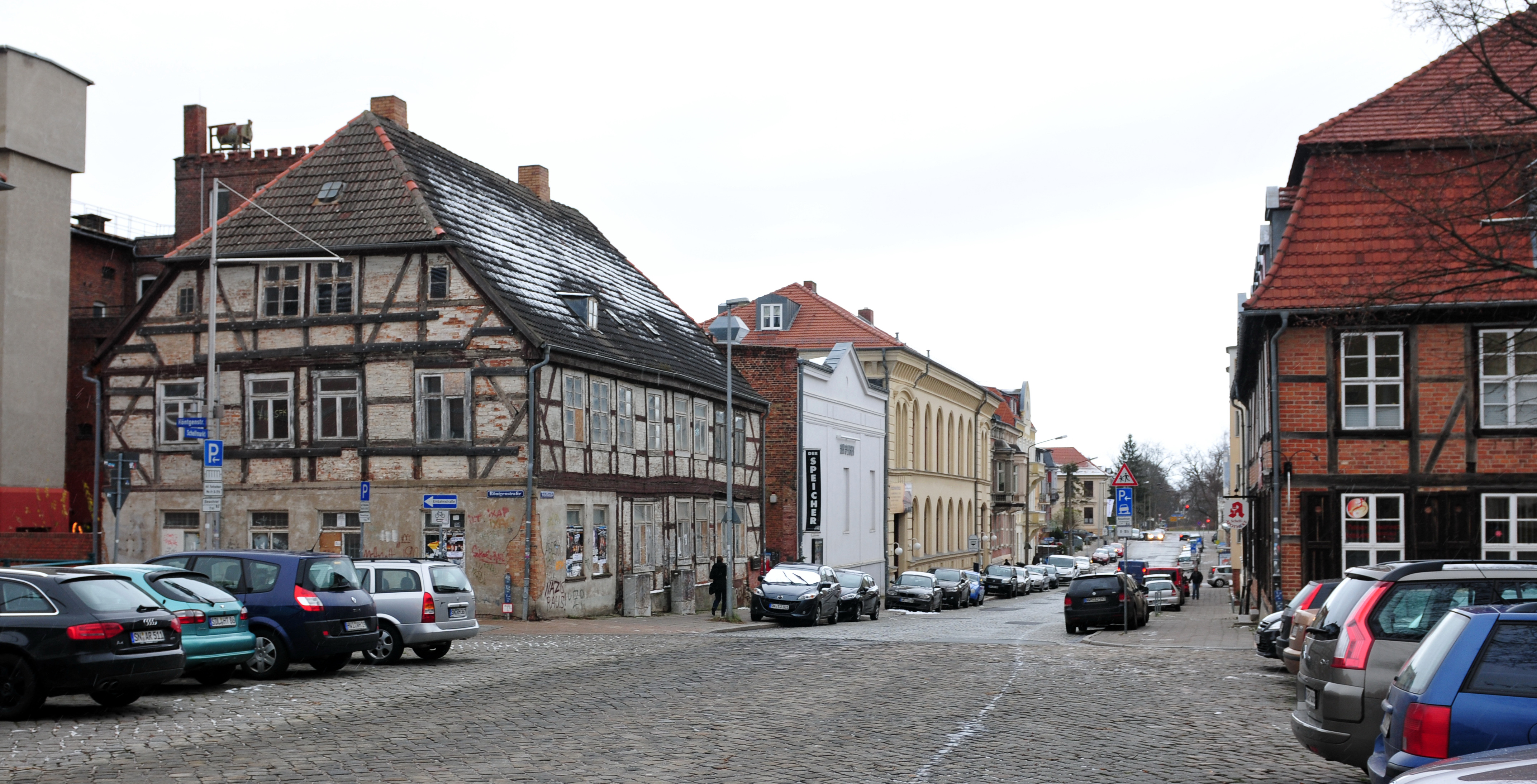
Nr. 37: 2-gesch. Wohnhaus mit Fachwerk
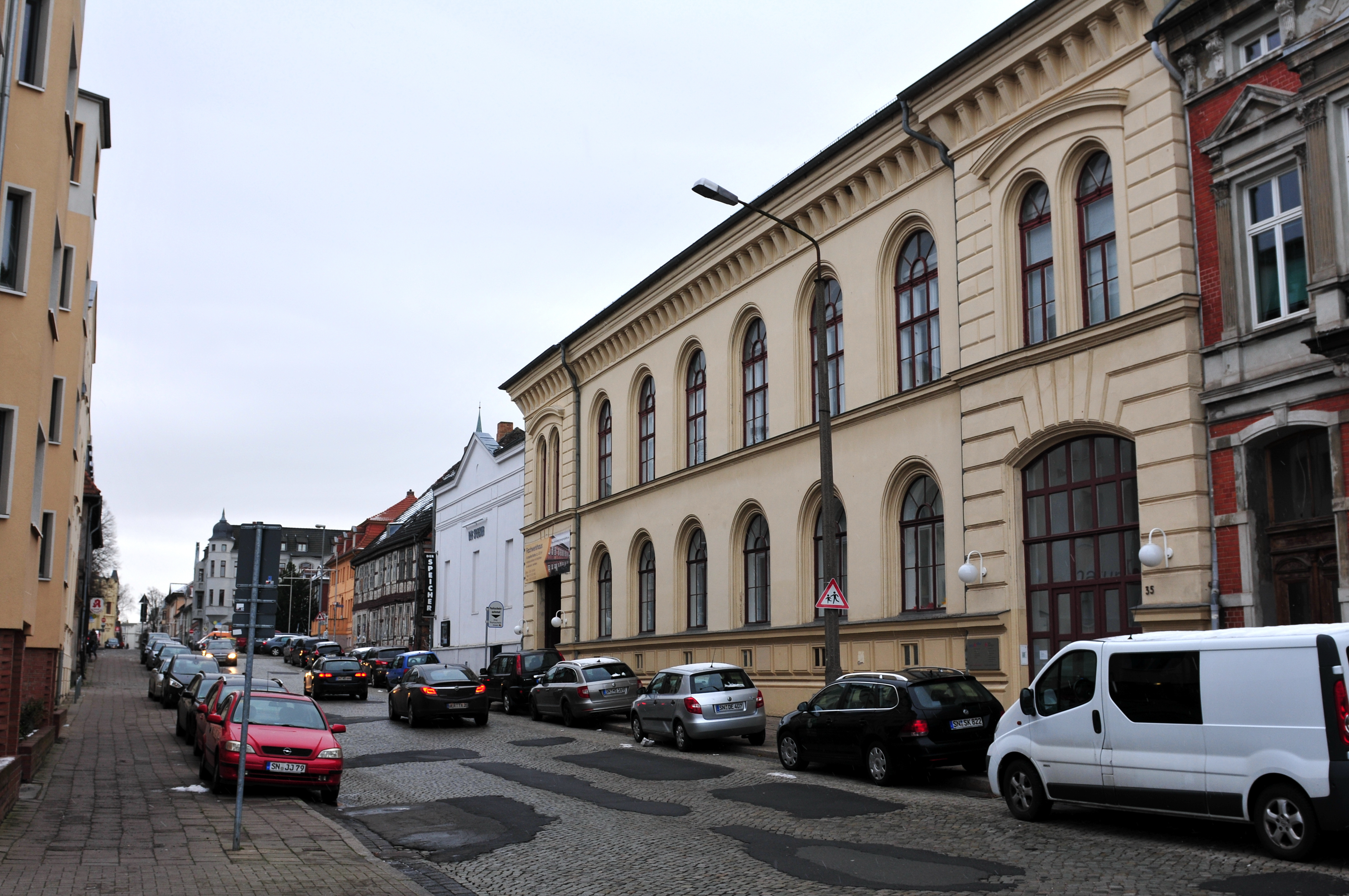
Nr. 38 / Taubenstraße Nr. 19: 2-gesch. Wohnhaus und Schelf-Apotheke (D) als Eckhaus in Fachwerk mit Mansarddach
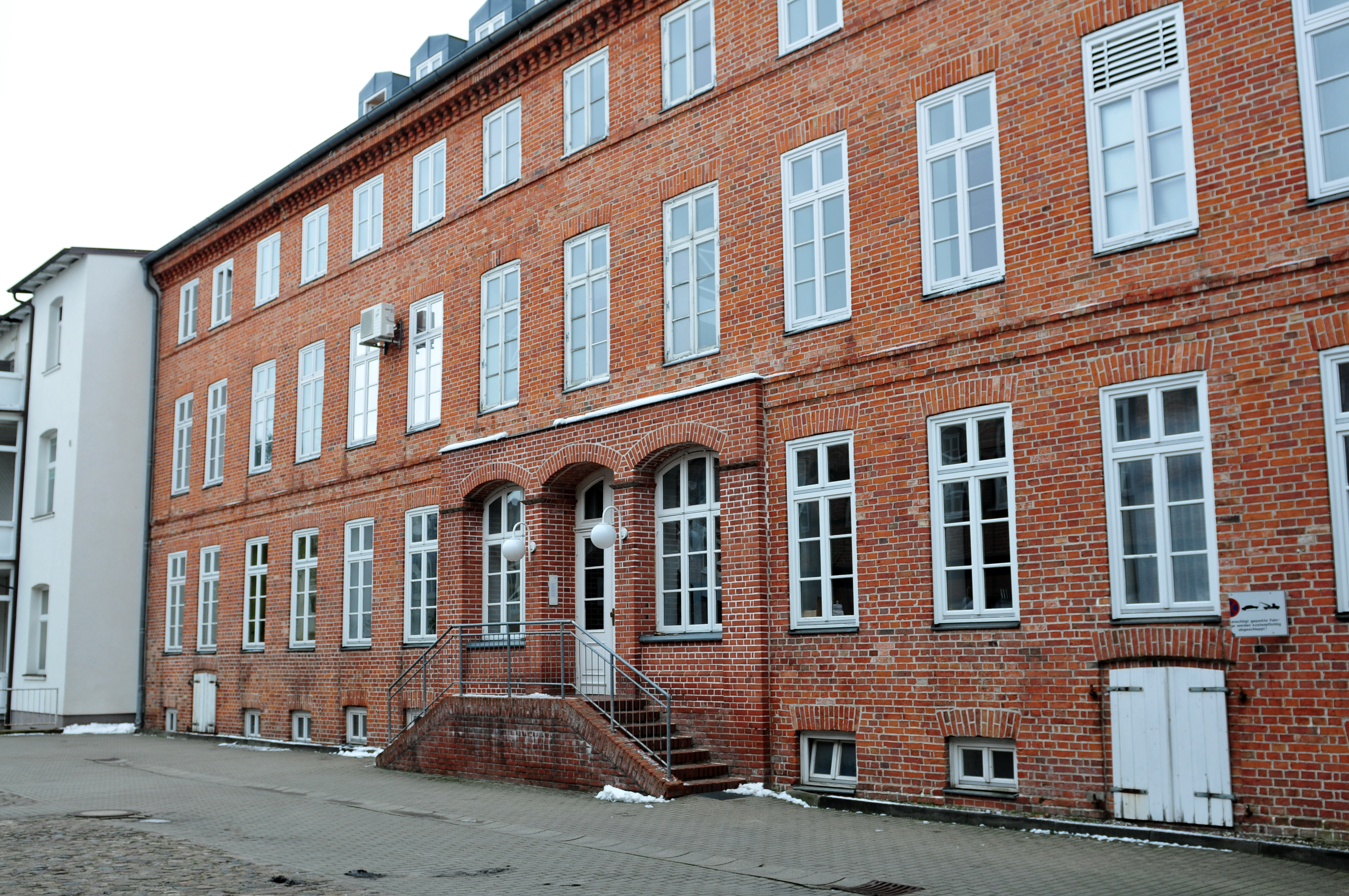
Nr. 35 Rückseite
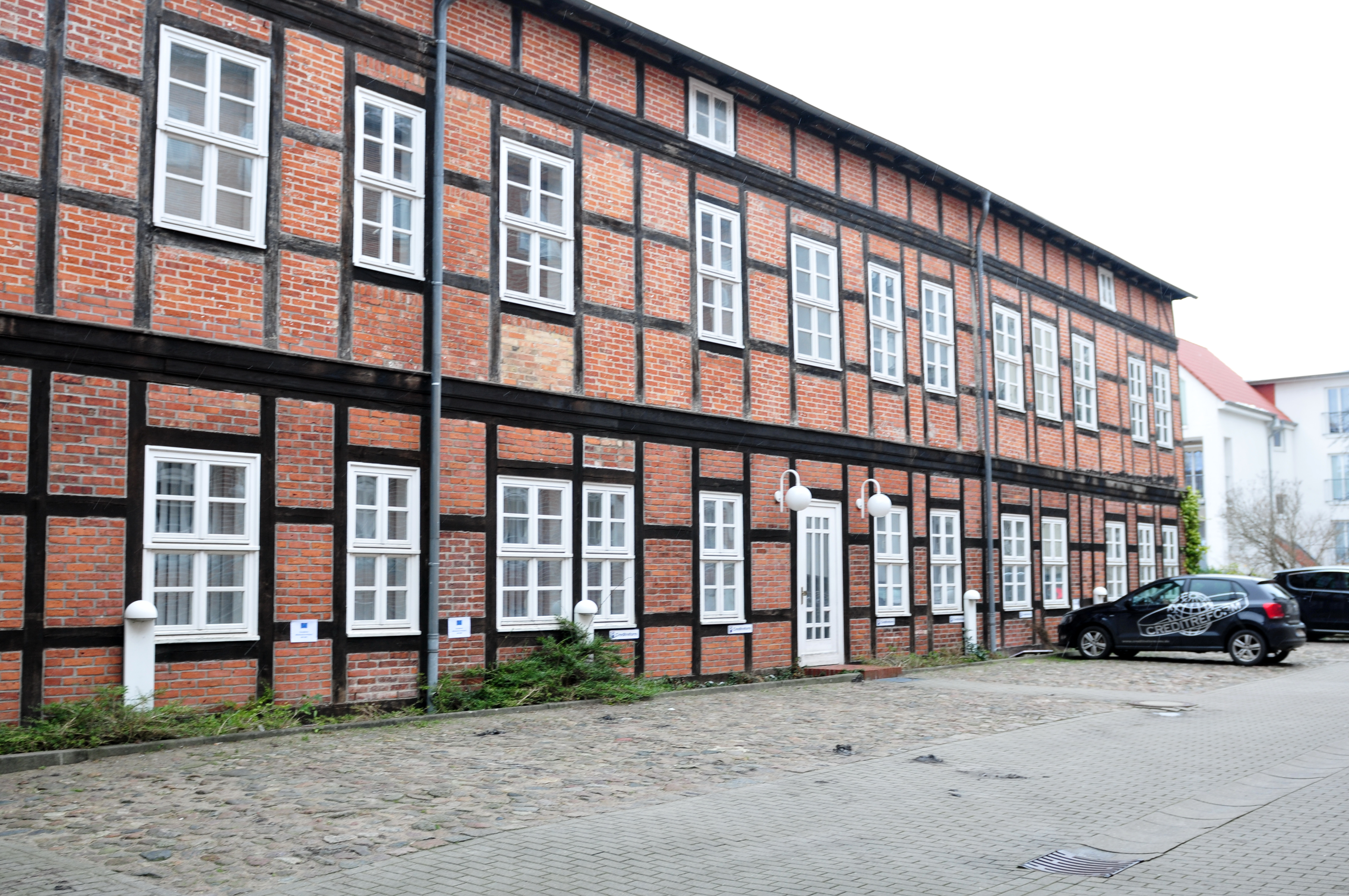
Nr. 35 Hofhaus
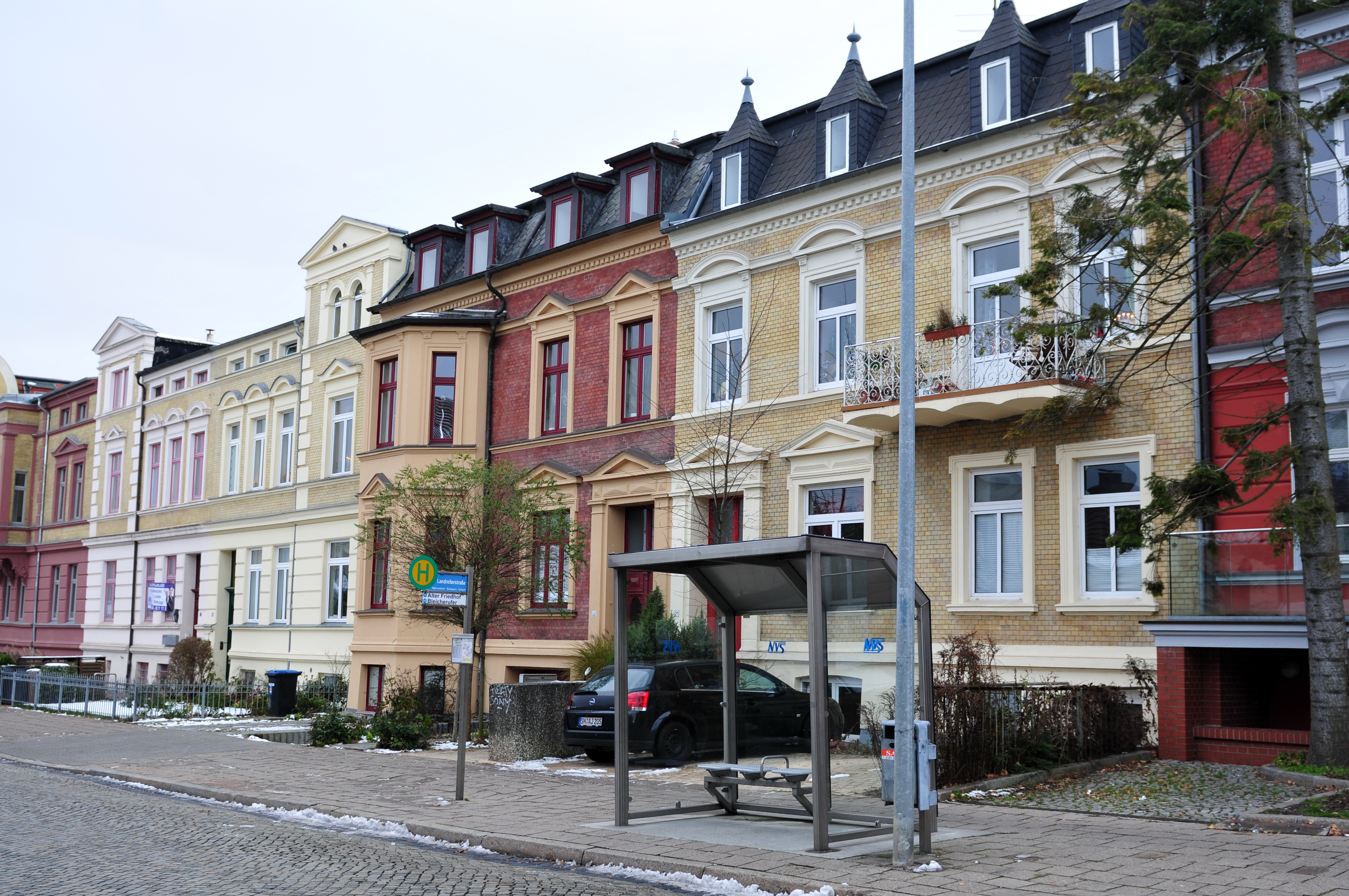
Nr. 16–27
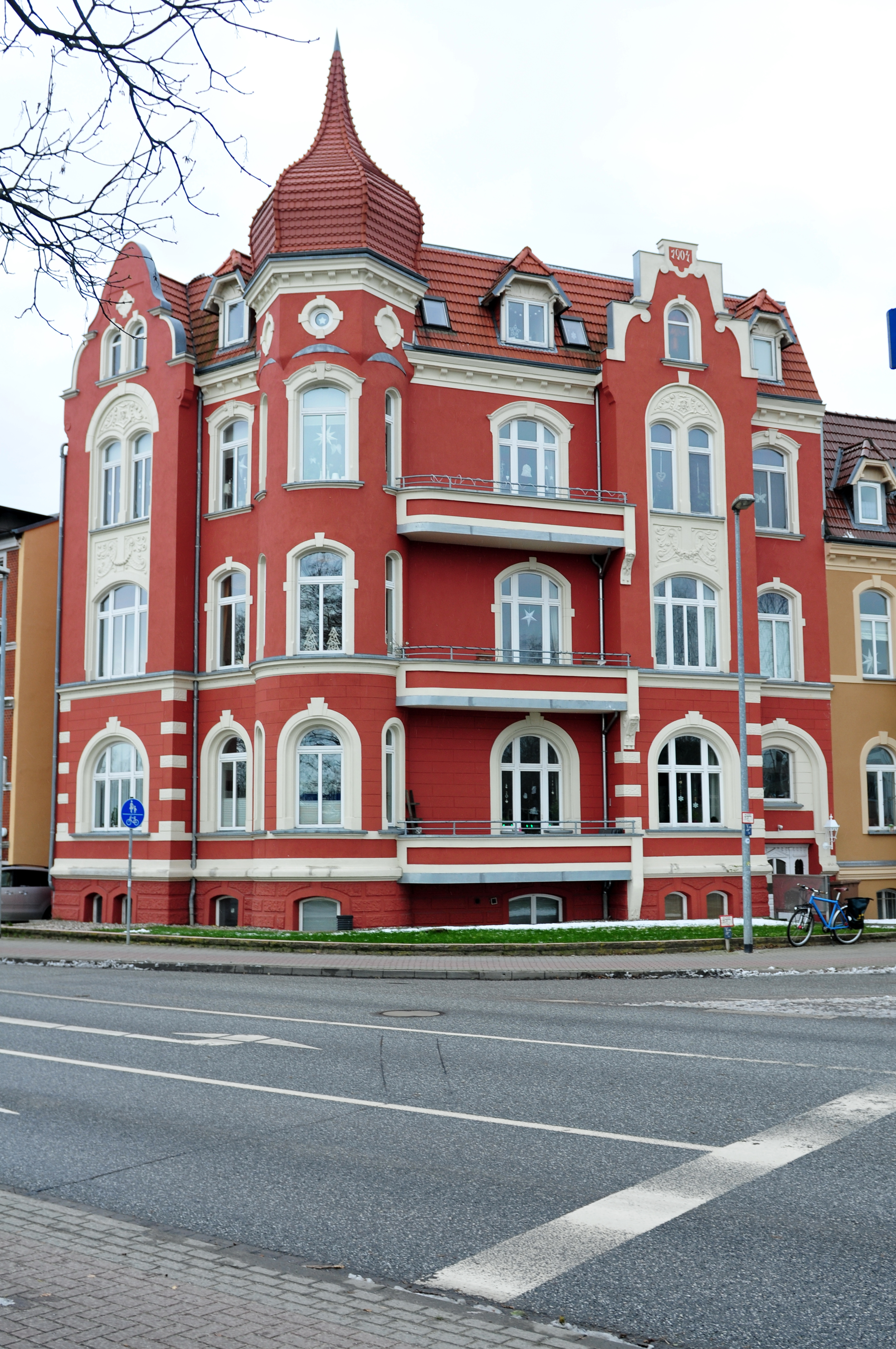
Nr. 2
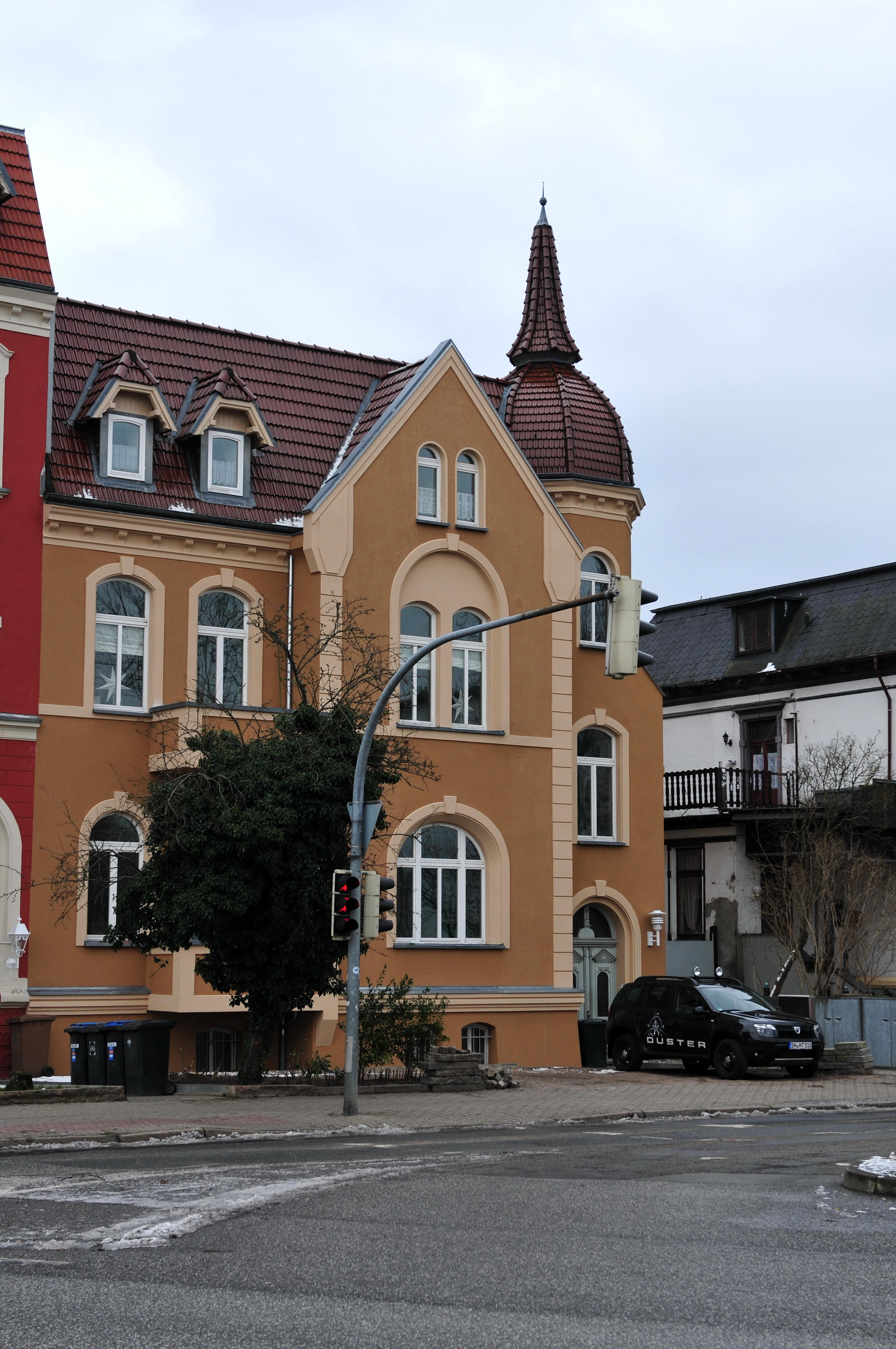
Nr. 4